# Busy
Busy är en kommun i departementet Doubs i regionen Bourgogne-Franche-Comté i östra Frankrike. Kommunen ligger i kantonen Boussières som tillhör arrondissementet Besançon. År 2022 hade Busy 675 invånare.

## Befolkningsutveckling
Antalet invånare i kommunen Busy
Referens:INSEE